# АЭС Такахама
АЭС Такахама (яп. 高浜発電所) — атомная электростанция в Японии.
Станция расположена на западе японского острова Хонсю на берегу Японского моря близ одноимённого посёлка в префектуре Фукуи.
Строительство АЭС Такахама началось в 1970 году. Всего было построено и введено в эксплуатацию 4 реактора – два мощностью 826 МВт, еще два мощностью 870 МВт. Все они относятся к типу PWR производства Mitsubishi Heavy Industries. Итого общая мощность АЭС Такахама составляет 3 392 МВт.
17 февраля 2012 года было принято решение о бессрочной остановке реакторов АЭС Такахама, в связи с аварией на АЭС Фукусима-1 и еще неопределенными новыми требованиями безопасности к станциям атомной энергетики Японии.
17 декабря 2014 года два энергоблока АЭС Такахама получили разрешение на перезапуск от Комитета по контролю за атомной энергетикой Японии. А 12 февраля 2015 года оба реактора станции Такахама удачно прошли стресс-тесты на соответствие требованиям безопасности, в том числе сейсмоустойчивость. Однако судебное решение 14 апреля 2015 года постановило отложить запуск АЭС Такахама, а именно третьего и четвертого реактора станции, на неопределенный срок, в связи с несоответствием, по мнению окружного суда префектуры Фукуи, новым требованиям безопасности к японским АЭС. 
После устранения всех недочётов и продления лицензии, энергоблоки №4 и №3 были вновь запущены 22 мая и 6 июня 2017 года, соответственно.
Система защиты энергоблоков №4 и №3 была усилена. 

## Инциденты
5 марта 2014 года на остановленной АЭС Такахама случился пожар на третьем энергоблоке АЭС, который планировался к перезапуску в 2015 году. От пожара никто не пострадал, утечки радиации также не произошло.

## Информация об энергоблоках
| Энергоблок | Тип реакторов   | Мощность | Мощность | Начало строительства | Физпуск    | Подключение к сети | Ввод в эксплуатацию | Закрытие |
| Энергоблок | Тип реакторов   | Чистый   | Брутто   | Начало строительства | Физпуск    | Подключение к сети | Ввод в эксплуатацию | Закрытие |
| ---------- | --------------- | -------- | -------- | -------------------- | ---------- | ------------------ | ------------------- | -------- |
| Такахама-1 | PWR, M (3-loop) | 780 МВт  | 826 МВт  | 25.04.1970           | 14.03.1974 | 27.03.1974         | 14.11.1974          | —        |
| Такахама-2 | PWR, M (3-loop) | 780 МВт  | 826 МВт  | 09.03.1971           | 20.12.1974 | 17.01.1975         | 14.11.1975          | —        |
| Такахама-3 | PWR, M (3-loop) | 830 МВт  | 870 МВт  | 12.12.1980           | 17.04.1984 | 09.05.1984         | 17.01.1985          | —        |
| Такахама-4 | PWR, M (3-loop) | 830 МВт  | 870 МВт  | 19.03.1981           | 11.10.1984 | 01.11.1984         | 05.01.1985          | —        |